# 地球の地殻

地球の地殻にあるプレート

地球の地殻（ちきゅうのちかく、英: Earth's crust）は、地球の表層部にある薄い地殻で、地球の体積の1%にも満たない。地殻と上部マントルからなる地球の層区分リソスフェアの頂部にある構造体である。リソスフェアは複数のプレートに分割されていて、その動きが熱を地球内部から宇宙へと逃がしている。
地殻はマントルの上にあって、組成は安定している。なぜなら上部マントルが橄欖岩で出来ており、地殻よりも著しく高密度なためである。地殻とマントルの境界は、地震波速度の対比によって慣習的に定義される境界のモホロビチッチ不連続面である。
地殻の温度は深くなるにつれ上昇し、下にあるマントルとの境界部では通常約100°Cから600°Cまでの範囲内にある値に達する。地殻上部では、局地的ながら1km毎に温度が30°C上昇することもある

## 組成

地球上部の大陸地殻中にある元素の存在度（原子分率） の表で、横軸は元素番号。地殻で最も稀な元素（黄色部分）は最も重いものではなく、むしろゴルトシュミット分類でいう親鉄元素にあたる。これらは地球の核へと深部に向かったことにより減少した。流星物質の存在度が高い。他にはテルルとセレンが揮発性水素化物の形成により地殻から枯渇している。

地球の地殻には二種類ある。
海洋地殻厚さ5-10kmで、玄武岩、輝緑岩、斑れい岩といった密度の高い苦鉄質岩で主に構成されている。
大陸地殻厚さ30-50kmで、花崗岩など密度の低い珪長質岩で主に構成されている。
地殻の平均的な厚みは約15-20kmである。
大陸地殻と海洋地殻は両方ともその下のマントルより密度が低いため、どちらの地殻もマントルの上に「浮かんで」いる。大陸地殻の表層は海洋地殻の表層よりも有意に高くなっているが、これはより厚くて低密度な大陸地殻のほうが浮力もより大きくなるためである（アイソスタシーの成立例）。その結果、大陸は深海盆に囲まれた高い大地を形成する。
大陸地殻は安山岩と類似した平均組成となっており、とはいえ組成は均質ではなく、上部地殻は平均的にデイサイトと類似した珪長質の組成であり、下部地殻は平均的に玄武岩と類似した苦鉄質の組成である。地球の大陸地殻において最も豊富な鉱物が長石で地殻重量の約41%を占め、続いて石英が12%、輝石が11%である。
| 地球の地殻に豊富な元素 | およその重量割合(%) | 酸化物 | およその重量割合(%) |
| ---------------------- | ------------------- | ------ | ------------------- |
| O                      | 46.6                |        |                     |
| Si                     | 27.7                | SiO2   | 60.6                |
| Al                     | 8.1                 | Al2O3  | 15.9                |
| Fe                     | 5.0                 | FeO    | 6.7                 |
| Ca                     | 3.7                 | CaO    | 6.4                 |
| Na                     | 2.7                 | Na2O   | 3.1                 |
| K                      | 2.6                 | K2O    | 1.8                 |
| Mg                     | 1.5                 | MgO    | 4.7                 |
| Ti                     | 0.44                | TiO2   | 0.7                 |
| P                      | 0.10                | P2O5   | 0.1                 |

水を除けばこれ以外の組成物は全てごく微量で、合計しても1%未満である。
大陸地殻は玄武岩の海洋地殻と比較すると不適合元素が豊富で、下にあるマントルと比較すると非常に豊富である。始原的マントル岩と比較すると、大半の不適合元素が大陸地殻で50-100倍、海洋地殻で10倍ほど豊富に存在する。
平均密度の推定値は、上部地殻で2.69-2.74 g/cm3の間、下部地殻で3.0-3.25 g/cm3の間とされている。
大陸地殻とは対照的に、海洋地殻は主に海嶺玄武岩を組成とする枕状溶岩と層状岩脈とで構成されており、これに堆積物の薄い上層と斑れい岩の下層が付随している。

## 形成と進化
地球は約46億年前、新たに形成された太陽を周回する塵とガスの円盤から形成された。微惑星や他の小さな岩石群が衝突して凝集し、徐々に惑星へと成長していく降着を介して地球が形成された。このプロセスは膨大な量の熱を発生させ、最初期の地球は内部まで融解し、地表はマグマオーシャンで覆われていた。惑星降着が減速するにつれて地球は冷却し始め、一次地殻または原始地殻と呼ばれる最初の地殻を形成した。この地殻は大きな衝撃によって繰り返し破壊され、その衝撃が起こるたびにマグマオーシャンから再形成された可能性がある。今日まで現存している地球の原始地殻はなく、過去数十億年の間に全てが浸食や衝撃やプレートテクトニクスによって破壊された。
それ以降、地球は二次地殻と三次地殻（それぞれ海洋地殻と大陸地殻に対応するもの）を形成するようになった。二次地殻は広がる中央海嶺で形成され、ここで下にあるマントルの部分的融解が玄武岩のマグマと新たな海洋地殻を形成する。この「海嶺の押し」がプレートテクトニクスの原動力の一つであり、常に新たな海洋地殻を生み出している。すると古い地殻はどこかで破壊される必要があり、広がる中央海嶺の対面側には一般的に沈み込み帯という海洋プレートがマントルに沈みこんでいく海溝がある。新たな海洋地殻が生み出されて古い海洋地殻が破壊されるこの絶え間ないプロセスがあるので、今日の地球で最古の海洋地殻は約2億年前のものとなっている。
対照的に、大部分の大陸地殻は遥かに年代が古い。地球上で最古の大陸地殻岩石は年代が約37億年から42億8000万年の範囲となっており、西オーストラリア州では Narryer片麻岩地勢が、カナダ楯状地の北西準州ではアカスタ片麻岩が見つかっているほか、フェノスカンジア楯状地などでも別のクラトン地域が見られる。上述の西オーストラリア州では約43億7400年前という長大な歳月のジルコン粒子が発見された。大陸地殻は、沈み込んだ二次（海洋）地殻の再生を経て、沈み込み帯で形成された三次地殻である。
現在の地球の大陸地殻の平均年齢は約20億年と推定されている。25億年前に形成された大部分の地殻岩はクラトンに存在する。こうした古い大陸地殻と下にあるマントルのアセノスフェアは地球内の他の場所よりも密度が低いため、沈み込みによって容易に破壊されることはない。新たな大陸地殻の形成は激しい造山運動時期と関連があり、ロディニア、パンゲア、ゴンドワナといった超大陸の形成とその時期が一致している。地殻は花崗岩や変形した褶曲帯を含む島弧の凝集によって部分的に形成され、下にあるマントルの減少によって部分的に維持されており、浮力のあるリソスフェアマントルを形成している。 